# Атанас Хрисчев
Атанас Василев Хрисчев е български историк и музеен деец.

## Биография
Роден е на 8 октомври 1938 г. в Белово. Завършва средно образование в СПУ Белово през 1956 г. В периода 1956 – 1961 г. следва история в Софийския университет „Св. Климент Охридски“. От 1961 до 1964 г. е учител в Строителния техникум „Никола Вапцаров“, Смолян. През учебната 1964/1965 г. работи като учител в СПУ Белово, от 1966 г. е заместник-директор на училището, от 1969 г. – е негов директор.
През 1964 година основава Беловското краеведческо дружество и е пръв негов председател. Дружеството има национални награди от прегледите в Плиска, Шумен, Преслав и Мадара. Член е на Общински съвет за култура, на Туристическо дружество „Алабак“, председател на секция „Баскетбол“ на физкултурно дружество „Марица“. Председател на Кабинета по краеведение към Народно читалище „Св. св. Кирил и Методий – 1927“, Белово и научен ръководител на краеведческото дружество в училището. Осъществява връзки за съвместна работа с Музея на транспорта в Русе; Национален исторически музей, Национален археологически институт с музей.
Организира редовните археологически проучвания на раннохристиянската базилика и крепост „Левке“ в местността „Св.Спас“. Създава Беловската музейна сбирка, където под негово ръководство се предприема крупна събирателска дейност. Изследва живота и поминъка на населението от общината. Вдъхновява строителството на паметниците на Георги Бенковски, св. Михаил Радулов, Мито Петракиев, Мария Сутич, Тодор Каблешков; строителството на мемориалното пано в село Голямо Белово и обозначаването на пътя, по който минава четата на Бенковски между селата Голямо Белово и Сестримо.
Като председател на Фондация „Белово“ организира и осъществява връзки с посолствата на Русия, Полша, Унгария, с чието съдействие се изгражда паметен знак на гара Сестримо в чест на Дългия поход на полско–унгарския крал Владислав III Ягело и Янош Хунияди, достигнали до беловските земи.
Автор е на изследвания върху икономическата, политическата и културната история на Белово, с огромен принос за съхраняването на местната историческа памет и културно наследство. Увековечава паметта на хилядите руски, румънски, финландски и украински войни, отдали живота си в Руско-турската война от 1877 – 1878 г.
Издава 8 броя от вестник на „Фондация Белово“ – за Априлското въстание, Михаил Радулов, Христо Вакарелски, ж.п. линията Цариград – Белово, 70 години музейно дело в Белово, Евстатий Пелагонийски.
Включва Община Белово в автоматизираната информационна система „Археологическа карта на България“. Инициатор е за построяването на параклиса „Св. Мария“ в местността „Св. Спас“, осъществено със съдействието на Държавно лесничейство Белово.
Инициативен комитет от родолюбиви беловци под негово ръководство започва строителство на параклис „Св. Георги Победоносец“ в местността Яденица. Инициира строителството на почивна база „Ливада Бачия“. Осъществява множество научни конференции, изложби, пленери, чествания.
Награден е с орден „Кирил и Методий“ I степен, с почетни грамоти от ЦК на ДКМС, ЦК на БКП, ЦК на БСФС и др. Носи званието заслужил учител. Умира на 21 март 2000 г. в Белово. Удостоен е със званието почетен гражданин на община Белово, през 2013 г. посмъртно, за приноса си за съхраняването на местната историческа памет и културно наследство.